# Campeonato Europeo de la UEFA Sub-19 2011
El Campeonato de Europa Sub-19 de la UEFA de 2011 fue la 10.ª edición de dicho torneo organizado por la UEFA donde participaron selecciones de Europa con jugadores nacidos a partir del 1 de enero de 1992. El campeonato se disputó en Rumania entre el 20 de julio y el 1 de agosto de 2011. El campeón de esta edición fue España.

## Equipos participantes
- Rumania (anfitrión)
- Serbia
- República Checa
- Grecia
- Irlanda
- Bélgica
- España
- Turquía

En la fase de clasificación participarán las 53 selecciones afiliadas a la UEFA menos Rumania que al ser la selección anfitriona tiene el pase directo a la fase final del campeonato. 
La clasificación se dividió en 2 etapas diferentes: Primera Ronda y Ronda Elite. En la primera, de las 52 selecciones pasarán a la siguiente ronda todas las campeonas y subcampeonas de sus respectivos grupos y las 2 mejores terceras Moldavia y República Checa. A continuación, en la Ronda Elite las selecciones que queden se volverán a dividir en grupos y pasarán todas las que queden líderes de su grupo.

## Árbitros
En total 6 árbitros y 8 asistentes, junto con 2 árbitros asistentes del país anfitrión, participarán en el torneo
| Árbitros - Pawel Gil - Tom Harald Hagen - Artyom Kuchin - Tamás Bognar - Clément Turpin - Stuart Attwell - Anar Salmanov | Asistentes - Serhiy Bekker - Roland Brandner - Gianluca Cariolato - Devis Dettamantis - Dalibor Drašković - Lars Hummelgaard - Dimitriy Mosyakin - Gregor Rojko | Cuarto Árbitro - Ionut Marius Avram - Istvan Kovacs |

## Resultados

### Fase final

#### Grupo A
| Equipo          | Pts | PJ | PG | PE | PP | GF | GC | Dif |
| --------------- | --- | -- | -- | -- | -- | -- | -- | --- |
| República Checa | 9   | 3  | 3  | 0  | 0  | 6  | 2  | +4  |
| Irlanda         | 4   | 3  | 1  | 1  | 1  | 3  | 3  | 0   |
| Grecia          | 3   | 3  | 1  | 0  | 2  | 2  | 3  | -1  |
| Rumania         | 1   | 3  | 0  | 1  | 2  | 1  | 4  | -3  |

| 20 de julio de 2011 | Grecia     | 1 - 2   | Irlanda         | Football Centre FRF, Buftea, Rumania |                             |
|                     | Katidis 2' | Reporte | O'Connor 2' 51' | Árbitro(s): Pawel Gil (POL)          | Árbitro(s): Pawel Gil (POL) |

| 20 de julio de 2011 | Rumania     | 1 - 3   | República Checa                          | Stadionul Concordia, Chiajna, Rumania |                                  |
|                     | Stanciu 29' | Reporte | Přikryl 44' · Jeleček 61' · Hadaščok 85' | Árbitro(s): Clément Turpin (FRA)      | Árbitro(s): Clément Turpin (FRA) |

| 23 de julio de 2011 | República Checa        | 2 - 1   | Irlanda        | Football Centre FRF, Mogosoaia, Rumania |                                |
|                     | Brabec 69' · Lacha 71' | Reporte | O'Sullivan 10' | Árbitro(s): Tamás Bognar (HUN)          | Árbitro(s): Tamás Bognar (HUN) |

| 23 de julio de 2011 | Rumania | 0 - 1   | Grecia        | City Stadium, Berceni, Rumania   |                                  |
|                     |         | Reporte | Fortounis 37' | Árbitro(s): Stuart Attwell (ENG) | Árbitro(s): Stuart Attwell (ENG) |

| 26 de julio de 2011 | República Checa | 1 - 0   | Grecia | Football Centre FRF, Mogosoaia, Rumania |                                    |
|                     | Přikryl 70'     | Reporte |        | Árbitro(s): Tom Harald Hagen (NOR)      | Árbitro(s): Tom Harald Hagen (NOR) |

| 26 de julio de 2011 | Irlanda | 0 - 0   | Rumania | City Stadium, Berceni, Rumania  |                                 |
|                     |         | Reporte |         | Árbitro(s): Artyom Kuchin (KAZ) | Árbitro(s): Artyom Kuchin (KAZ) |

#### Grupo B
| Equipo  | Pts | PJ | PG | PE | PP | GF | GC | Dif |
| ------- | --- | -- | -- | -- | -- | -- | -- | --- |
| España  | 6   | 3  | 2  | 0  | 1  | 8  | 4  | +4  |
| Serbia  | 4   | 3  | 1  | 1  | 1  | 3  | 5  | -2  |
| Turquía | 4   | 3  | 1  | 1  | 1  | 4  | 3  | +1  |
| Bélgica | 2   | 3  | 0  | 2  | 1  | 3  | 6  | -3  |

| 20 de julio de 2011 | Serbia                 | 2 - 0   | Turquía | City Stadium, Berceni, Rumania  |                                 |
|                     | Jojić 57' · Trujić 89' | Reporte |         | Árbitro(s): Artyom Kuchin (KAZ) | Árbitro(s): Artyom Kuchin (KAZ) |

| 21 de julio de 2011 | España                                                         | 4 - 1   | Bélgica      | Football Centre FRF, Mogosoaia, Rumania |                                  |
|                     | Sarabia 15 (pen.)' · Alcácer 65' · Juan Muñiz 91' · Morata 93' | Reporte | Cuvelier 46' | Árbitro(s): Stuart Attwell (ENG)        | Árbitro(s): Stuart Attwell (ENG) |

| 23 de julio de 2011 | Serbia | 0 - 4   | España                          | Stadionul Concordia, Chiajna, Rumania |                             |
|                     |        | Reporte | Morata 13' 22' 75' · Juanmi 15' | Árbitro(s): Pawel Gil (POL)           | Árbitro(s): Pawel Gil (POL) |

| 23 de julio de 2011 | Turquía      | 1 - 1   | Bélgica      | Football Centre FRF, Buftea, Rumania |                                    |
|                     | Ali Dere 77' | Reporte | Vervaeke 90' | Árbitro(s): Tom Harald Hagen (NOR)   | Árbitro(s): Tom Harald Hagen (NOR) |

| 26 de julio de 2011 | Bélgica     | 1 - 1   | Serbia    | Football Centre FRF, Buftea, Rumania |                                  |
|                     | Vermijl 73' | Reporte | Mrkela 6' | Árbitro(s): Clément Turpin (FRA)     | Árbitro(s): Clément Turpin (FRA) |

| 26 de julio de 2011 | Turquía                                                         | 3 - 0   | España | Concordia, Chiajna, Rumania    |                                |
|                     | Ramalho 31' (p.p.) · Kamil Çörekçi 51' · Sergi Gómez 56' (p.p.) | Reporte |        | Árbitro(s): Tamás Bognar (HUN) | Árbitro(s): Tamás Bognar (HUN) |

### Segunda fase
|  | Semifinales            | Semifinales    |   |  | Final                | Final |  |
|  |                        |                |   |  |                      |       |  |
|  | Mogoşoaia, 29 de julio |                |   |  |                      |       |  |
|  | República Checa        | 4              |   |  |                      |       |  |
|  | Serbia                 | 2              |   |  |                      |       |  |
|  |                        |                |   |  |                      |       |  |
|  |                        |                |   |  | Chiajna, 1 de agosto |       |  |
|  |                        |                |   |  | República Checa      | 2     |  |
|  |                        | España (t. s.) | 3 |  |                      |       |  |
|  |                        |                |   |  |                      |       |  |
|  |                        |                |   |  |                      |       |  |
|  |                        |                |   |  |                      |       |  |
|  | Chiajna, 29 de julio   |                |   |  |                      |       |  |
|  | España                 | 5              |   |  |                      |       |  |
|  | Irlanda                | 0              |   |  |                      |       |  |

#### Semifinales
| 29 de julio de 2011 | República Checa                                          | 4 - 2   | Serbia             | Stadionul Mogoşoaia, Mogoşoaia, Rumania |                                 |
|                     | Přikryl 6' · Kalas 16' · Jeleček 19' (pen.) · Skalák 91' | Reporte | Despotović 23' 28' | Árbitro(s): Artyom Kuchin (KAZ)         | Árbitro(s): Artyom Kuchin (KAZ) |

| 29 de julio de 2011 | España                                                          | 5 - 0   | Irlanda | Stadionul Concordia, Chiajna, Rumania |                                  |
|                     | Deulofeu 27' · Sarabia 40' · Juanmi 46' · Morata 79' 91' (pen.) | Reporte |         | Árbitro(s): Clément Turpin (FRA)      | Árbitro(s): Clément Turpin (FRA) |

#### Final
| 1 de agosto de 2011 | República Checa                             | 2 - 3 (t. s.) | España                                      | Stadionul Concordia, Chiajna, Rumania |                                  |
|                     | Ladislav Krejčí (futbolista nacido en 1992) | Reporte       | Jon Aurtenetxe 85' · Paco Alcácer 108' 115' | Árbitro(s): Stuart Attwell (ENG)      | Árbitro(s): Stuart Attwell (ENG) |

| España                       |
| Campeón España Octavo título |

## Goleadores
Álvaro Morata fue el Bota de Oro del campeonato con 6 goles, la mayor cifra conseguida hasta la fecha por un jugador en el torneo.
| Jugador          | Selección       | Goles |
| ---------------- | --------------- | ----- |
| Álvaro Morata    | España          | 6     |
| Paco Alcácer     | España          | 3     |
| Tomáš Jeleček    | República Checa | 3     |
| Anthony O'Connor | Irlanda         | 2     |
| Juanmi           | España          | 2     |
| Pablo Sarabia    | España          | 2     |
| Patrik Lácha     | República Checa | 2     |
| Despotović       | Serbia          | 2     |

## Mejor jugador
El comité de la UEFA designó al español Álex Fernández como el Balón de Oro del campeonato.
| Jugador        | Selección |
| -------------- | --------- |
| Álex Fernández | España    |